# Psilogramma pinastri
Psilogramma pinastri är en fjärilsart som beskrevs av Walker 1856. Psilogramma pinastri ingår i släktet Psilogramma och familjen svärmare. Inga underarter finns listade.